# Анђелко Берош
Анђелко Берош (Сплит, 1988) српски je филмски, телевизијски и позоришни глумац, сценариста, продуцент и режисер. Истакао се филмом Шум чији је био сценариста, продуцент и режисер, филмом Трећи чији је био сценариста, продуцент и глумац и улогом у филму Поред мене.

## Биографија
Анђелко Берош је рођен 1988. године у Сплиту. Школовао се у Београду и Новом Саду. Основне академске студије завршио је на Академији уметности (смер: глума) у класи Мирјане Карановић, а мастер студије на Академији уметности у Новом Саду, на смеру: примењено позориште.
Игра у представи Рефлектор театра под називом Црвена: Самоубиство нације и у представи Браћа (б)лузери.
Анђелко је 2015. добио улогу у филму Психо-сеанса. Исте године, имао је ролу у филму Поред мене, који је касније у Пули освојио Златну арену за најбољи дугометражни филм и Награду младе публике на 21. Сарајевском филмском фестивалу. Наредне године, 2016, глумио је у римејку филма Љубавни случај или трагедија службенице ПТТ, назван Љубавни случај. Године 2017, добио је улогу у ТВ серији Сумњива лица. Берош је 2019. био продуцент, сценариста и глумац филма Трећи. Наредне 2020. године, био је сценариста, продуцент и режисер филма Шум.
Поред наведеног, остварио је улоге у Ургентном центру и Синђелићима. Добио је улогу у наставку филма Поред мене, Поред нас, који је још у фази претпродукције.

## Филмографија
| Год.   | Назив          | Улога   |
| ------ | -------------- | ------- |
| 2010-е |                |         |
| 2015.  | Психо-сеанса   |         |
| 2015.  | Поред мене     | Добрица |
| 2016.  | Љубавни случај |         |
| 2017.  | Сумњива лица   | Конобар |
| 2019.  | Трећи          | Трећи   |
| 2020-е |                |         |
| 2021.  | Поред нас      | Добрица |

### Позоришне представе
| Име                        | Улога |
| -------------------------- | ----- |
| Црвена: Самоубиство нације |       |
| Браћа (б)лузри             |       |